# Erika Schmid
Erika Schmid (* 1918 in Ulm; † September 2003 ebenda) widersetzte sich offen und aktiv als Jugendliche dem Zugriff des NS-Regimes. Heute wird ihr Widerstandsgeist gegen die Nationalsozialisten in der Dauer- und Wechselausstellung der Ulmer DenkStätte Weiße Rose gewürdigt. Basis ihres Widerstands gegenüber den Nationalsozialisten war ihr katholischer Glaube und die Faszination, die für sie vom katholischen Heliand-Bund ausging, in dem sie mit anderen Mädchen organisiert war.
Erika Schmid baute in Ulm nach dem Zweiten Weltkrieg mit Inge Aicher-Scholl, der Schwester von Hans und Sophie Scholl, als Geschäftsführerin die Ulmer Volkshochschule auf, um kritische Bildungsarbeit im Geiste der Weißen Rose zu realisieren.

## Biografie
1932 wurde Erika Schmid im Alter von 14 Jahren für den katholischen Heliand-Bund geworben. Sie ging damals auf die katholische St. Hildegard Realschule in Ulm und fühlte sich geehrt, zu diesem Bund für katholische Mädchen aus höheren Schulen zu gehören, denen es um eine „Neue Lebensgestaltung in Christus“ ging.
Besonders gefiel ihr dabei, dass sich die Mädchen hier einen selbstbewussten Lebensstil, der bisher nur den Jungen der bündischen Jugend vorbehalten war, eroberten. Sie gingen ebenfalls auf Fahrten oder machten Nachtwanderungen. Auch die Werteorientierung des Heliand-Bundes entsprach den Überzeugungen Schmids: Wahrhaftigkeit, Natürlichkeit, Selbstständigkeit sowie Hilfsbereitschaft. Wie alle anderen Mitglieder trug auch sie als Erkennungszeichen das Heliand-Abzeichen. Jede Gruppe verfügte über einen selbst gestalteten Wimpel, jede Stadt hatte eine eigene Flagge.

### Zeit des Nationalsozialismus
1933 hatte der Heliand-Bund in Deutschland 1600 Mitglieder, deren Anzahl – trotz Repressalien durch die Nationalsozialisten – auf 4500 (1939) anstieg. Bereits kurz nach der „Machtergreifung“ wurde für Erika Schmid deutlich, dass der Heliand-Bund den Nationalsozialisten missfiel. Sie selbst und andere Mitglieder wurden gezielt unter Druck gesetzt, sich dem neuen Regime anzupassen und in die NS-Jugendorganisationen überzutreten, denn das NS-Regime wollte im Rahmen der „Gleichschaltung“ alle deutschen Jugendlichen in die Hitlerjugend (HJ) und den Bund Deutscher Mädel (BDM) integrieren.
„Ich habe nie die Fahne der Hitlerjugend gegrüßt.“ Dieses Statement von Erika Schmid unterstreicht ihre Widerstandshaltung gegenüber dem NS-Regime, denn das Grüßen der Fahne der Hitlerjugend war Gebot. Max von der Grün schreibt zum Fahnengruß im „Dritten Reich“: „Die Fahne im Dritten Reich nicht zu grüßen war kein Vergehen, es war ein Verbrechen.“ Auf dieses „Verbrechen“ konnte mit absoluter Härte reagiert werden. Die Fahne nicht zu grüßen war also ein offener und gefährlicher Akt des Widerstands zu jener Zeit.
Erika Schmid widersetzte sich diesem Druck durch das NS-Regime und wurde von ihrer Mutter moralisch dabei unterstützt, die ebenfalls nicht wollte, dass ihre Tochter Mitglied des BDM wird. Trotz dieser Einschüchterungspolitik war es Erika Schmid und den anderen Mädchen des Heliand-Bundes wichtig, gerade in dieser Zeit der zunehmenden Gleichschaltung der Jugendlichen, nach außen hin zu demonstrieren, dass sich nicht alle Jugendlichen dem Druck beugten, sondern immer noch eigenständig ihren Weg gehen. Dies demonstrierten Erika Schmid und ihre Freundinnen z. B. als sie 1934 auf dem Weg zum Heliand-Gautag auf der Burg Niederalfingen singend und mit Sprechchören auf einem offenen Lastwagen durch Ulm fuhren. Ihr Banner zeigte dabei deutlich ihre Zugehörigkeit zum katholischen Mädchenbund. Das war ein klares Bekenntnis, dass sie sich dem Druck der Nationalsozialisten nicht beugen wollten, und auch ein klares Zeichen an andere Jugendlichen, dass es möglich ist, den eigenen Weg weiterzugehen – trotz nationalsozialistischer Repressalien.
Erika Schmid ging in ihrem Widerstandsgeist noch einen Schritt weiter und engagierte sich immer stärker im Heliand-Bund. Sie wurde daraufhin 1936 sogar „Burgfrau“ und war somit Stadtführerin für alle Ulmer Gruppen, die sie fortan koordinierte. Sie nahm dadurch eine prominente, exponierte Stellung innerhalb der Ulmer Jugendkultur während der NS-Zeit ein, was den Nationalsozialisten ein Dorn im Auge war.
Ab 1936 erhöhten die Nationalsozialisten den Druck, in den BDM einzutreten. Sie machten die Hitlerjugend und damit auch den BDM per Gesetz zur Staatsjugend, verboten alle männlichen Jugendgruppen außerhalb der Hitlerjungen und erhöhten auch den Druck auf alle Mädchen in Mädchengruppen außerhalb des BDM. Doch Erika Schmid blieb dennoch standhaft und verweigerte den Eintritt in den BDM. Eine direkte Konsequenz daraus war, dass sie nach ihrem Abschluss an der St. Hildegard Realschule nicht an die weiterführende Mädchenoberrealschule durfte, um dort das Abitur zu machen. Dies war nur BDM-Mitgliedern vorbehalten. Das wusste Erika Schmid. Sie opferte damit ihren Wunsch, an einer Universität studieren zu können.
Erika Schmid und andere Mädchen des Heliand-Bundes, die sich dem Druck der Nationalsozialisten nicht beugten, wurden z. B. in ihren schulischen Leistungen schlechter bewertet, sie wurden von Mitschülerinnen beschimpft oder – wie im Fall ihrer Freundin Hedwig Walter – sogar der Schule verwiesen, weil sie als Hindernis für die Klassengemeinschaft gesehen wurde, da sie nicht dem BDM beitreten wollte.
Erika Schmid meinte hierzu gegenüber der Ulmer DenkStätte Weiße Rose, die Erika Schmids Schicksal in der Dauerausstellung wie in der Wechselausstellung der Ulmer DenkStätte Weiße Rose porträtiert: „Die waren in ihrem NS-Wahn und ihrem BDM-Wahn natürlich vereinnahmt“. Hinzu kam, dass auch die Eltern von Mädchen, die sich dem BDM entzogen, benachteiligt wurden, da dies auch die beruflichen Chancen des Vaters gefährden konnte. Viele Eltern drängten daher ihre Töchter, die Mitgliedschaft im Heliand-Bund geheim zu halten, so dass viele Mädchen ihr Heliand-Abzeichen unter dem Revers trugen mussten.

### Nachkriegszeit
Auch nach dem Zweiten Weltkrieg engagierte sich Erika Schmid weiterhin für die Werte des Heliand-Bundes und der Demokratie: Bis ins hohe Alter war sie in verschiedenen Leitungsgremien des Heliand-Bundes aktiv und in Ulm für den Heliand-Frauenkreis verantwortlich.
Von 1946 bis 1978 war sie Geschäftsführerin an der Ulmer Volkshochschule und war u. a. am Aufbau der ländlichen Erwachsenenbildungsarbeit beteiligt und engagierte sich aktiv für die Zielsetzung der Ulmer Volkshochschule, kritische Bildungsarbeit im Geiste der Weißen Rose zu machen. Erika Schmid spielte damit eine wichtige Rolle im Aufbau einer demokratischen Bildungsarbeit im Nachkriegsdeutschland.

## Würdigung
Nach Erika Schmid ist seit 2010 ein Weg im Wohngebiet Lettenwald im Ulmer Stadtteil Böfingen benannt.